# Warrington Township (comté de Bucks, Pennsylvanie)
Warrington Township est un township, situé dans le comté de Bucks, en Pennsylvanie, aux États-Unis,. En 2010, il comptait une population de 23 418 habitants. Le township est fondé en octobre 1734.

## Démographie
Lors du recensement de 2010, le township comptait une population de 23 418 habitants. Elle est estimée, en 2016, à 24 227 habitants.

### Source de la traduction
- (en) Cet article est partiellement ou en totalité issu de l’article de Wikipédia en anglais intitulé « Warrington Township, Bucks County, Pennsylvania » (voir la liste des auteurs).